# Beeldmerk

Het Linux-vignet

Voorbeeld van woordmerk: Facebook

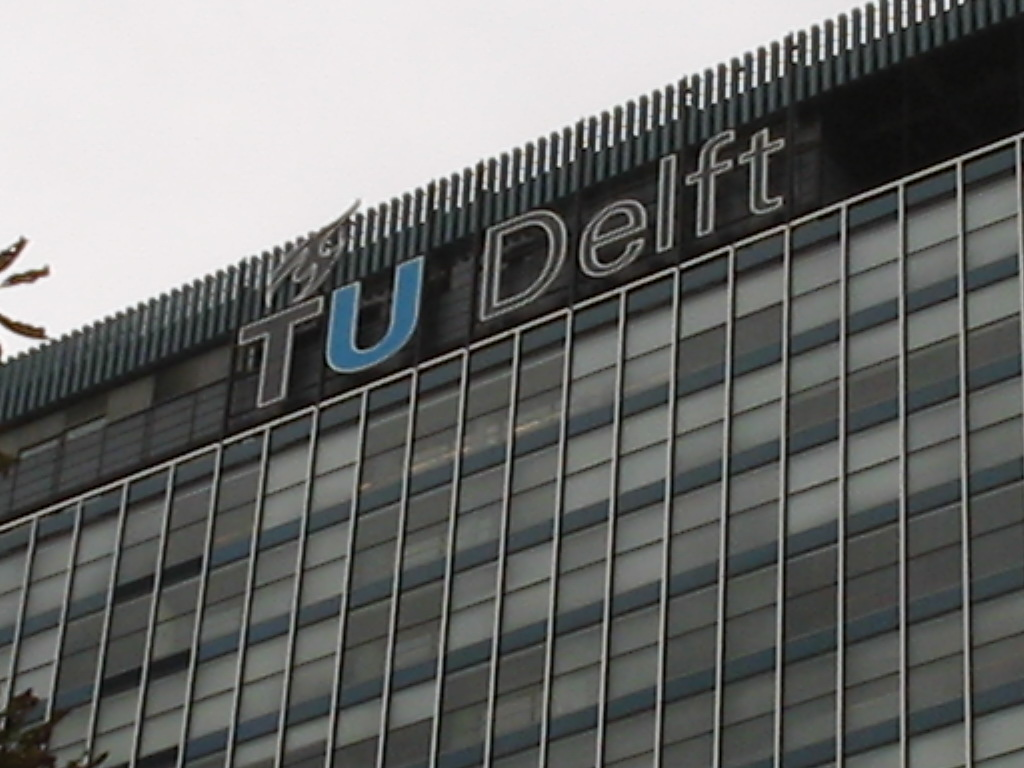
Het beeldmerk van de TU Delft bestaat uit het woord geschreven in een speciaal lettertype en kleur

Een beeldmerk of logo is een grafische uiting die met een bedrijfs- of productnaam dan wel met een organisatie geassocieerd wordt. Het woord "logo" is afgeleid van het Griekse woord "λόγος", dat kan worden vertaald als "woord".
Een beeldmerk kan bestaan uit een woordmerk, een kleine afbeelding, lettermerk, monogram, embleem, zegel, mascotte dat symbool staat voor een woord of combinatie van woorden of uit een combinatie van een aantal van deze dingen. Een beeldmerk is een beeld dat overeenkomt met het merk.
Voorbeelden:
- Beeldmerk: het logo van Puma is ook daadwerkelijk een poema.
- Woordmerk: de logo's van Esprit, HEMA en Honig.
- Vignet: het logo van de NS en van de NMBS.
- Lettermerk: de logo's van Peek & Cloppenburg, de Friesland Bank en de NOS.
- Monogram (ineengevlochten letters): de logo's van Albert Heijn, V&D en AMRO Bank
- Embleem: de logo's van veel voetbalclubs, Philips en Alfa Romeo.
- Zegel (een stempelmerk): de logo's van C&A en Douwe Egberts.
- Logo met een mascotte: de logo's van ING (leeuw) en Lacoste (krokodil).

Een vignet is een abstract (beeld zonder herkenbare voorstelling) teken dat pas na associatie met het merk herkend kan worden als merkteken, zoals de drie strepen van adidas. Het kleurgebruik bij al deze varianten is erg belangrijk en ook de vormentaal en lettertypes.
Vaak worden bovenstaande onderdelen in combinatie gebruikt waardoor de losse termen door elkaar gebruikt worden, wat verwarring schept over de juiste terminologie.

## Veranderende definities
In het hedendaags taalgebruik gebruikt men logo en beeldmerk niet altijd meer als synoniemen. In de aangepaste definitie wordt een logo gevormd door een beeldmerk, een woordmerk of combinatie van beide. De betekenis van beeldmerk wordt hierbij beperkt tot de tekening. Het woordmerk is de merknaam geschreven in een bepaalde lettertype en grootte. De onderlinge positie en maatverhoudingen van het beeldmerk en woordmerk zijn doorgaans vastgesteld. Het logo kan daarnaast ook een pay-off of slogan bevatten. Internationale organisaties kennen soms meerdere varianten van het logo, waarbij het woordmerk en/of de pay-off worden vertaald en het beeldmerk gelijk blijft.
Bij geanimeerde logo's bewegen onderdelen van het logo volgens een vast patroon ten opzichte van elkaar. De animatie is dan onderdeel van het logo. De animatie kan worden gecombineerd met een kleine melodie, ook wel soundlogo genoemd. Soundlogo's worden bijvoorbeeld gebruikt aan het einde van sommige radioreclames. Zo wordt in radioreclames van Uitzendbureau Randstad de naam van het bedrijf niet genoemd, maar is als afsluiting het soundlogo te horen.

## Beschermingsregelingen
De schrijver van een boek heeft automatisch auteursrecht op zijn werk. In de Benelux kunnen merkhouders een monopolie verkrijgen op hun merken, op voorwaarde dat het merk in het Benelux-merkenregister is ingeschreven.
Een beeldmerk wordt vaak door het auteursrecht beschermd, maar kan daarnaast ook als geregistreerd beeldmerk beschermd zijn door het merkenrecht. Ook een slagzin kan worden beschermd door het merkenrecht én door het auteursrecht.
De merkenwetgeving verschilt overigens van de overige industriële eigendomswetten, omdat de bescherming van het merk oneindig kan worden vernieuwd. De overige beschermingsregelingen voor intellectueel eigendom hebben een tijdslimiet.